# Alberto Cerri
Alberto Cerri (* 16. April 1996 in Parma) ist ein italienischer Fußballspieler. Der Stürmer steht aktuell bei Como 1907 unter Vertrag.

## Karriere

### Im Verein
Cerri entstammt der Jugend des FC Parma, in der er von 2006 bis 2013 aktiv war. Bei der 0:2-Niederlage gegen die AS Rom am 17. März 2013 saß er erstmals bei der ersten Mannschaft auf der Ersatzbank, kam jedoch nicht zum Einsatz. Bereits kurze Zeit später, am 30. März, wurde er dann bei der Partie gegen Delfino Pescara 1936 beim Stand von 3:0 für Amauri eingewechselt und bestritt somit sein erstes Serie-A-Spiel. In der Rückrunde der Spielzeit 2012/13 nahm er noch drei weitere Male auf der Ersatzbank platz, jedoch ohne weitere Einsätze zu erhalten.
In der folgenden Saison war Cerri dann fester Bestandteil des Profikaders von Parma, wurde in der Hinrunde allerdings nur ein Mal für ein Ligaspiel nominiert und kam auch dort nicht zum Einsatz. In der Rückrunde hingegen saß Cerri regelmäßig auf der Bank und durfte auch einen weiteren Einsatz verbuchen: Beim 1:0-Sieg über die SSC Neapel wurde er kurz vor Spielende für Jonathan Biabiany eingewechselt.
Um Cerris Entwicklung weiter zu fördern und ihn Spielpraxis sammeln zu lassen, wurde er zur SS Virtus Lanciano in die Serie B verliehen. Während der Spielzeit 2014/15 lief er insgesamt 19 mal für Lanciano auf und erzielte dabei vier Treffer. Mit Saisonende kehrte er zum FC Parma zurück.
Da der FC Parma jedoch aufgrund von finanziellen Problemen für insolvent erklärt und versteigert wurde, wurden auch alle Verträge jeglicher Profispieler aufgelöst. Zu diesen Spielern zählte auch Cerri, der somit ablösefrei auf dem Markt war. Am 14. Juli 2015 gab der italienische Rekordmeister Juventus Turin die Verpflichtung Cerris bekannt, der einen Vertrag bis zum 30. Juni 2019 erhielt. Am 21. August wurde er bis Saisonende an Cagliari Calcio in die 2. Liga verliehen. Im Sommer 2016 folgte ein Leihgeschäft mit SPAL, im Januar 2017 ein weiteres mit Delfino Pescara 1936. Im Sommer 2017 wechselte Cerri auf Leihbasis zur AC Perugia Calcio.
Nach seiner erfolgreichen Leihsaison 2017/18 bei der AC Perugia Calcio, in der er 15 Tore erzielte, wechselte Cerri im Juli 2018 auf Leihbasis mit Kaufpflicht zu Cagliari Calcio. Der Wechsel wurde im Februar 2019 für rund 9 Millionen Euro endgültig vollzogen. Für Cagliari absolvierte er insgesamt 90 Spiele in der Serie A und erzielte dabei sechs Tore. In der Rückrunde der Saison 2019/20 wurde Cerri an SPAL verliehen.
Im August 2021 folgte eine Leihe zu Como 1907 in die Serie B. Nach einer erfolgreichen Saison mit zehn Toren in 27 Einsätzen wurde die Leihe verlängert und im Sommer 2023 der endgültige Wechsel vollzogen. Cerri unterschrieb einen Vertrag bis Juni 2026.
Im Januar 2024 wurde Cerri an den Serie-A-Klub Empoli FC ausgeliehen, wo er in zwölf Einsätzen ein Tor erzielte, darunter das entscheidende 1:0 gegen den SSC Neapel. Im Januar 2025 folgte eine erneute Leihe, diesmal zum Serie-B-Klub US Salernitana 1919.

### In der Nationalmannschaft
Cerri durchlief von 2011 bis 2015 die U-16-, U-17-, U-18 sowie die U-19-Auswahl. Von 2015 bis 2018 lief er für die U-21-Nationalmannschaft auf, für die er in 21 Partien einen Treffer erzielte.

## Erfolge
- Italienischer Zweitligameister: 2015/16
- Torschützenkönig der Coppa Italia: 2017/18